# Немцова, Юлия Ивановна
Ю́лия Ива́новна Немцо́ва (1978) — российская боксёрша, чемпионка мира и Европы. Заслуженный мастер спорта.

## Биография
Восьмикратная чемпионка России 1999—2002 и 2004—2007 годов.
На чемпионате мира в 2005 году в финале весовой категории до 63 кг победила норвежку Сесилию Брекхус. На следующем чемпионате стала обладательницей бронзовой медали.
Обладательница двух бронзовых и двух серебряных медалей чемпионата Европы, а также победительница первенства 2007 года.
После завершения спортивной карьеры работала тренером в спортивной школе города Новоалександровска.